# Carl Schultz
Carl Schultz (n. 19 septembrie 1939, Budapesta, Regatul Ungariei) este un regizor de film și de televiziune maghiaro - australian. A lucrat mai ales pentru televiziunea australiană.

## Biografie
Schultz a părăsit Budapesta natală în timpul revoluției ungare din 1956, împreună cu fratele său Otto Schultz. Aceștia au fugit prima dată în Anglia și, după ce au ajuns la Londra, s-au mutat la Manchester. În 1958, Schultz a emigrat fără fratele său în  Australia, unde a lucrat pentru televiziunea australiană, mai întâi ca operator de imagine, apoi ca regizor.

## Carieră profesională
În 1978, a regizat primul său lungmetraj împreună cu Bruce Beresford, filmul de familie Aventuri pe Blue Fin bazat pe un roman de Colin Thiele, cu Hardy Kruger în rolul principal. Filmul spune povestea unui tatăl și al fiului său aflați la pescuit de ton în districtul Port Lincoln din Australia de Sud. Fiul predispus la accidente, Snook, face întotdeauna greșeli, spre regretul tatălui său Pascoe. Dar când o tragedie lovește barca de pescuit în timpul unei partide de pescuit la mare adâncime în Oceanul de Sud, băiatul trebuie să devină pentru a se împăca cu nefericirile din trecut și mai ales pentru a-și salva atât tatăl, cât și nava de la dezastru.
În 1983 a fost nominalizat la Premiul AFI pentru cel mai bun regizor pentru filmul Goodbye Paradise.  Printre filmele sale mai notabile se numără Careful, He Might Hear You, care a câștigat opt premii ale Academiei Australiene a Artelor de Cinema și Televiziune, inclusiv pentru cel mai bun regizor și cel mai bun film; Travelling North (cu sensul de Călătorind spre nord), cu Leo McKern și filmul de groază supranatural apocaliptic Al șaptelea semn (The Seventh Sign), cu Demi Moore, Michael Biehn și Jürgen Prochnow în rolurile principale. Fascinat de scenariul original, pentru care a sugerat câteva modificări, Schultz a realizat filmul în șase săptămâni și l-a ales în mod specific pe Jack Nitzsche pentru a scrie coloana sonoră. Titlul și intriga fac referire la cele cele șapte sigilii din Apocalipsa lui Ioan, capitolul 6. Filmul a fost lansat la 1 aprilie 1988 de Columbia Pictures Entertainment sub sigla TriStar Pictures, a avut recenzii negative și încasări de 18,8 milioane de dolari americani la box office.
În 1999 a regizat filmul Rezervația (To Walk with Lions) cu Richard Harris ca George Adamson și John Michie ca Tony Fitzjohn. Adamson și-a petrecut ultima parte a vieții protejând leii și alte animale sălbatice din rezervația națională Kora din Kenya. El este ajutat de Fitzjohn, dar întâlnește braconieri și are de-a face și cu corupția guvernamentală care îi pune piedici în conservarea faunei sălbatice.

## Premii
- 1982 — Nominalizare Premiul AFI pentru cea mai bună regie pentru: Goodbye Paradise (1983)
- 1983 — A câștigat premiul AFI pentru cel mai bun regizor pentru: Careful, He Might Hear You (1983)
- 1990 — Nominalizat la Festivalul Internațional de Film Fantastic Fantasporto pentru cel mai bun film pentru: The Seventh Sign (1988)
- 1997 — Nominalizare Premiul AFI pentru cel mai bun scenariu adaptat dintr-o altă sursă pentru: Love in Ambush (1997) (TV)

## Filmografie
- The Misanthrope (1974) (TV)
- Ride on Stranger (1979) (mini-serial)
- A Place in the World (1979)
- A Touch of Reverence (1984) (mini-serial)
- Blue Fin (1978)
- Levkas Man (1981) (mini-serial)
- Goodbye Paradise (1983)
- Careful, He Might Hear You (1983)
- Travelling North (1987)
- Bullseye (1987)
- Al șaptelea semn (The Seventh Sign, 1988)
- To Walk with Lions (1999)
- Love in Ambush (1997)